# 八重樫琴美
八重樫 琴美（やえがし ことみ、1994年9月26日 - ）は、日本の元アイドル、女優。2013年に結成された日本の女性アイドルグループChubbiness（チャビネス）の元メンバー。岩手県出身。

## 略歴
『ぷに子が日本をHAPPYに』を合言葉に、2013年6月にavexとCanCamが手を組んで開催した「全国ぷに子オーディション」で約3500名の中から選ばれたChubbiness（チャビネス）のメンバーとなる。担当カラーは赤で、モダンバレエやJAZZなど様々なダンスを学び、ダンス歴20年という経歴を生かしてグループの中でも特技であるダンスを担当している。また、Chubbiness（チャビネス）のプロデューサーでもある古坂大魔王がプロデュースしているピコ太郎の姉妹グループとして、ピコ太郎のバックダンサーを務めている。一方で、CX『痛快TVスカッとジャパン』で、2014年12月にメンバーの河合・堀川と一緒にぽっちゃりダンサーとして出演し、その後もイヤミ課長シリーズに三原優奈役等で出演。2015年には映画『イニシエーション・ラブ』に渡辺和美役で出演し、2017年には内村光良プロデュース公演『東京2/3』で初舞台を踏むなど女優としても活動を続けている。
2019年3月9日、Chubbiness全員の卒業を以て女優業に専念。
2020年8月からコミュニティ型ファンクラブ「Fanicon（ファニコン）」上に公式ファンクラブ「八重樫琴美の＠ことみん」を開設(2023年8月1日をもって閉鎖)。
2021年3月31日をもってエイベックス・マネジメントを退社し、フリーランスで活動。

## 人物
グループでの担当カラーは赤。
グループでのキャッチフレーズは「Chubbiness（チャビネス）の顔面インパクト」。
愛称はこっちゃん・がっしー・八重ちゃん。
趣味は食べる事・妄想・写真。
個人としての将来の夢は朝ドラに出演する事。

## 出演

### 映画
- 『イニシエーション・ラブ』（2015年5月23日公開/監督：堤幸彦） - 渡辺和美 役 -

### 舞台
- 東京2/3[3]（2017年5月10日 - 14日、サンシャイン劇場） - カオル 役 -
- 朝倉薫プロデュース・ガールズハイパーミュージカル『スタントウーマン！』（2019年8月6日 - 12日、築地本願寺ブディストホール） - 華厳組 内藤恵 役（ダブルキャスト）
- 『明日、君を食べるよ』（2019年11月20日 - 12月1日、アトリエファンファーレ東池袋） - カカシ 役
- 『サゼン-幕-』（2020年2月19日 - 24日、あうるすぽっと） - 華組 朝顔 役（ダブルキャスト）

### TV
- 痛快TVスカッとジャパン（フジテレビ）
- 超問クイズ! 真実か?ウソか?（2018年2月2日、日本テレビ）

### WEB
- dTVオリジナルドラマ「アイアムアヒーロー はじまりの日」
- Amazonプライムビデオ「千鳥のニッポンハッピーチャンネル」-2．トレンディドラマ（中編）のみ-
- 矢口真里の火曜The NIGHT（2020年7月8日、ABEMA）

### イベント
- 「VRプロレス×大日本プロレスin後楽園ホール」MC＠SHOW ROOM（2017年8月12日）
- やぐフェス〜アイドルを原宿で見るか、アベマでみるか〜（2017年12月3日、原宿アストロホール）※堀川と出演
- やぐフェス2018～黒と白の交わる場所～（2018年12月2日、品川インターシティホール）※堀川と出演
- 一日初恋村（2021年4月18日、新宿V-1)

### ラジオ
- 宮☆桃ラジオ（2020年2月21日、渋谷クロスＦＭ）※ゲスト出演
- 津田翔也のStudy!（2021年3月8日、渋谷クロスＦＭ）※ゲスト出演